# Kyōgoku Tatsuko
Kyōgoku Tatsuko est un nom japonais traditionnel ; le nom de famille (ou le nom d'école), Kyōgoku, précède donc le prénom (ou le nom d'artiste).
Kyōgoku Tatsuko (京極竜子, 11 janvier 1561-22 octobre 1634) est la fille de Kyōgoku Maria et la sœur cadette de Kyōgoku Takatsugu. Elle est d'abord l'épouse de Takeda Motoaki, daimyo de Wakasa mais, après le décès de celui-ci, devient la concubine de Toyotomi Hideyoshi. Sa cousine, Chacha, est également concubine et toutes deux sont meilleures amies. Hideyoshi lui accorde le nom Dame Matsunomaru (松の丸殿).
Après la mort de Hideyoshi, elle devient nonne sous le nom de Juhō-in (寿芳院). Elle s'installe au château d'Ōtsu, alors sous le commandement de son frère, dans la province d'Omi, où elle se trouve lors du siège d'Ōtsu.

## Source de la traduction
- (en) Cet article est partiellement ou en totalité issu de l’article de Wikipédia en anglais intitulé « Kyōgoku Tatsuko » (voir la liste des auteurs).